# Polícia Ferroviária Federal
La Polícia Ferroviária Federal (Italiano: Polizia Ferroviaria Federale), conosciuta anche con il nome di PFF, è la forza di polizia brasiliana responsabile del pattugliamento ferroviario (come la Polizia Ferroviaria italiana) delle ferrovie statali.
L'organizzazione fu creata nel 1852 per decreto dell'imperatore Dom Pedro II. Oggi è considerata la forza di polizia più piccola del mondo, avendo un contingente di soli 780 agenti.

## Costituzione federale
La costituzione brasiliana del 1988 tratta delle sue competenze nell'articolo 144, paragrafo 3:
(Costituzione brasiliana del 1988, art. 144, par. 3)